# Сінтаро Уда
Синтаро Уда (яп. 宇田 新太郎; 1896—1976) — японський інженер-електрик, один з розробників антени Ягі-Уда.

## Біографія
Вчився в університеті Тохоку у професора Хідецугу Ягі в Інституті електротехніки. Разом зі своїм однокурсником Юджі Нісимурою досліджував власну довжину хвилі одновиткових котушок індуктивності.
Закінчив в 1924 році університетський курс, та ввійшов в групу Хідецугу Ягі дослідну групу, яка займалась розробкою радіозв'язку на коротких хвилях між островами та кораблями з використанням направлених антен.
Одним з його перших проектів була розробка генератора на електронних лампах на довжину хвилі 4,4 м. Експерименти з генератором в якості передавача привели його до виявлення ефекту «хвильвого проектора». Спочатку він використав резонансний контур як антену та спостерігав направлене випромінювання. Потім, відповідно ідеї Нісимури, він помістив паразитну котушку перед активною котушкою, щоб добитися більшого направленого випромінювання. Нарешті він помітив паразитні котушки на металічні стержні та виявив, що напруженість поля в представленому напрямі зростає зі збільшенням кількості стержнів. В подальших дослідах він змінював довжину та геометричні розташування паразитних (пасивних) елементів. Результатом стала пропозиція добавити до диполя антени декілька пасивних елементів вздовж направлення випромінювання (раніш це робили тільки впоперек), що давало потрібний ефект при відносно простій конструкції [1][2].

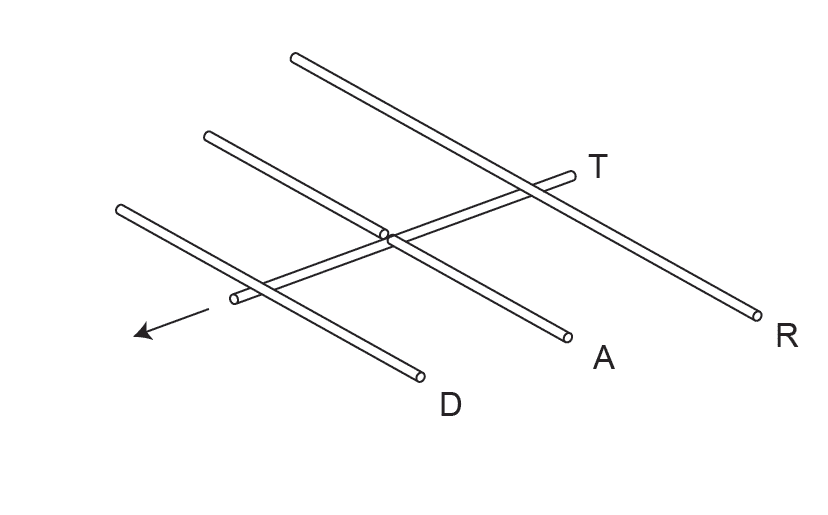
Схема антени «хвильовий канал»

В лютому 1926 року в співавторстві з Ягі опублікував статтю «Проектор тонкого променя електричних хвиль» в трудах Імператорської академії Японії.

В період з березня 1926 року по липень 1929 року опублікував серію статей о своїх дослідженнях в журналі Інституту електротехніки Японії (JIEE) на японській мові. Однако в той час цій темі в Японії приділялось мало уваги.
В 1927 році почав займатися передавачами та приймачами радіозв'язку, розробив регенеративні приймачі для діапазону частот від 300 до 1500 МГц.
З 1937 року займався розробкою магнетрону для х-Діапазону. Після Другої світової війни проводив дослідження клістронів.
В 1951 році, при відвідувані США, його вразило використання антени Ягі-Уда в якості приймача телевізійної антени на дахах будинків.
В 1955—1958 роках головував вимірюваннями в високочастотних системах передачі (2 ГГц) на мережі телефонного зв'язку в Індії.
Вийшов на пенсію в 1960 році.